# الفتى والأسد
الفتى والأسد (بالإنجليزية: The Lad and the Lion)‏ هي رواية مغامرات بقلم إدغار رايس بوروس، كتبها في فبراير 1914. وكان عنوانها الأصلي «الرجال والوحوش». نشرت لأول مرة على شكل مسلسل من ثلاثة أجزاء في مجلة «أول ستوري ويكلي» في الأعداد 30 يونيو و 7 يوليو و 14 يوليو 1917.
وكانت القصة أول ما انتج سينمائيا من أعمال بوروز، وذلك في فيلم صامت من خمس بكرات بالأبيض والأسود صدر عن شركة سيليج بوليسكوب، وكان العرض الأول في 14 مايو 1917، بالتزامن تقريبا مع نشر المسلسل. إلا أن القصة لم تظهر في شكل كتاب لأكثر من عشرين عاما. بعد أن اقتبس عنها فيلم جديد هو «الرجل الأسد» (1937) وكانت أول طبعة كتاب تنشر من قبل شركة بوروز الخاصة النشر في فبراير 1938. تم توسيع النص في نسخة الكتاب، حيث تعكس مقاطع معينة من قصة الوضع السياسي في أوروبا في أواخر الثلاثينات بدلا من منتصف العقد الثاني من القرن العشرين. وأعيد طبع الكتاب من قبل غروسيه ودنلاب في عام 1939 وكانافيرال بريس في عام 1964. وقد صدرت طبعة العلاف الورقي الأولى من قبل دار بالانتاين في سبتمبر 1964، وظهرت الطبعة الثانية من دار أيس بوكس في مايو 1974، وأعيد طبعها في يونيو 1982.